# جون توماس هايغ
جون توماس هايغ (بالإنجليزية: John Thomas Haig)‏ هو محامي وسياسي كندي، ولد في 15 ديسمبر 1877، وتوفي في 23 أكتوبر 1962. حزبياً، نشط في الحزب الكندي التقدمي المحافظ. وقد انتخب عضو مجلس الشيوخ الكندي.